# Pseudorhaphitoma confortinii
Pseudorhaphitoma confortinii é uma espécie de gastrópode do gênero Pseudorhaphitoma, pertencente a família Mangeliidae.